# Franz Xaver Weninger
Cet article possède un paronyme, voir Wininger.
Franz Xaver Weninger, né le 31 octobre 1805 au château de Wildhaus en Basse-Styrie (aujourd'hui Slovénie) et mort le 29 juin 1888 à Cincinnati aux États-Unis, est un missionnaire jésuite autrichien qui œuvra principalement auprès des émigrants germanophones aux États-Unis.

## Biographie
Franz Xaver Weininger naît au château de Wildhaus, au bord de la Drave. Sa mère, issue de la noblesse, est fort pieuse. Il est élevé au lycée à Vienne, et se tourne ensuite vers des études de pharmacie, à Laibach. À dix-sept ans Franz Xaver Weninger est attiré par la prêtrise. Il oriente ses études vers la théologie et la dogmatique.
Il bénéficie du soutien de l'impératrice Caroline qui a l'esprit religieux, grâce à laquelle il est admis  à l'université de Vienne et au Klinkowström Institut, internat d'étudiants catholiques fondé par un converti du protestantisme au catholicisme, Friedrich August von Klinkowström (1778-1835) qui appartient au cercle de saint Clément-Marie Hofbauer. Son fils, Georg Ernst Joseph Maria von Klinkowström, deviendra jésuite.
Franz Waver Weninger est ordonné prêtre en 1828 et devient docteur en théologie en 1829. Il est nommé chapelain du nonce à Vienne.
Son frère cadet, Alexander, était auparavant devenu jésuite et Franz Xaver, dont le saint patron est le premier missionnaire jésuite François Xavier, le rejoint dans la compagnie de Jésus en 1832. Il exerce son ministère en Autriche et devient le confesseur de personnalités comme la duchesse de Berry en exil.
Cependant les jésuites sont chassés par la révolution de 1848 et le père Weninger part pour les États-Unis, où la Compagnie se développe rapidement. Il se rend d'abord à New York et tient son premier sermon (en anglais) à l'église de la Trinité de Williamsburg (Brooklyn). Le père Weninger maîtrise aussi bien l'anglais que le français (en plus de l'allemand), et dès lors devient missionnaire dans le nord du pays et au Canada auprès des colons germanophones, anglophones ou francophones. Ses prédications attirent les foules. Rien que pour l'année 1854, il organise plus de mille prédications dans différentes missions du nord. Il reçoit le soutien de la mission léopoldine et de la Ludwigs-Missionsverein bavaroise, ce qui lui permet d'ouvrir des missions dans le nord, le Midwest, etc. et de relater ses aventures missionnaires aux lecteurs des journaux de ces missions. Il publie ainsi plus de soixante livres de récits qui sont fort appréciés par le lectorat catholique d'Allemagne et d'Autriche, et même des cantiques et chants religieux.
Le père Weninger se rend en 1881 à Carthagène en Colombie sur les traces des missionnaires jésuites d'autrefois et en particulier à la recherche des restes de saint Pierre Claver, quelque temps avant sa béatification. Il a une grande dévotion envers lui et s'en fait un ardent propagateur. Lui-même est également missionnaire auprès des Indiens et des Noirs.
De 1882 à sa mort, il vit à Cincinnati dans l'Ohio.
Il est surnommé l'apôtre des Allemands des États-Unis.

## Source
- (de) Cet article est partiellement ou en totalité issu de l’article de Wikipédia en allemand intitulé « Franz Xaver Weninger » (voir la liste des auteurs).